# Élections régionales de 2015 à Hambourg
Les élections régionales de 2015 à Hambourg (en allemand : Bürgerschaftswahl in Hamburg 2015) se tiennent le 15 février 2015, afin d'élire les 121 députés de la 21e législature du Bürgerschaft de Hambourg pour un mandat de cinq ans.

## Contexte
À la suite de la rupture de la première « coalition noire-verte » de l'histoire allemande en novembre 2010, le premier bourgmestre chrétien-démocrate Christoph Ahlhaus avait convoqué des élections anticipées le 20 février 2011.
Au cours de ce scrutin, le Parti social-démocrate d'Allemagne (SPD), dans l'opposition depuis 2001 après avoir passé quarante-quatre ans au pouvoir, remporte 48,4 % des suffrages exprimés. Cette progression de l'ordre de quatorze points lui donne 62 députés sur 121 au Bürgerschaft. Il s'agit du meilleur résultat pour une force politique à Hambourg depuis le scrutin de décembre 1982. Jamais depuis vingt ans ne s'était tant approché de la barre des 50 % des voix. En outre, cela faisait cinq ans qu'en Allemagne, un parti n'avait plus remporté de majorité absolue dans une élection régionale. 
À l'inverse, l'Union chrétienne-démocrate d'Allemagne (CDU), qui dirigeait le gouvernement local depuis 2001, s'effondre littéralement. Avec 21,9 % des voix seulement, elle perd vingt-et-un points par rapport à 2008, réalisant le pire score de son histoire, tout en tombant pour la première fois sous le seuil des 25 % des suffrages. Elle doit donc se contenter de 28 sièges, comptant ainsi moins de 30 élus pour la première fois. L'Alliance 90 / Les Verts (Grünen), qui gouvernait avec la CDU, ne pâtit nullement de cette coalition, puisqu'elle progresse d'un point et demi, totalisant effectivement 11,2 % des suffrages et 14 parlementaires.
Outre les chrétiens-démocrates, la seconde surprise de cette élection vient du Parti libéral-démocrate (FDP), qui réussit, dans un contexte national difficile pour les libéraux, à faire son retour au Bürgerschaft après sept années d'absence. Le FDP parvient à s'adjuger 6,7 % des voix exprimées, ce qui lui accorde 9 élus. Il passe donc juste devant Die Linke, le parti de la gauche radicale qui conserve sa représentation parlementaire avec une absolue stabilité : 6,4 % et 8 sièges.
Conséquence de ces résultats, le chef de file des sociaux-démocrates et ancien ministre fédéral du Travail Olaf Scholz, 52 ans, est investi au poste de premier bourgmestre de la ville libre et hanséatique de Hambourg. Il constitue alors son gouvernement, dont cinq des dix membres sont des femmes.
Le 13 février 2013, le Bürgerschaft approuve deux importantes modifications de la législation électorale. Sur proposition du groupe CDU, il décide d'un allongement de la durée de la législature de quatre à cinq ans, laissant Brême comme le dernier Land dont le mandat des parlementaires s'étend sur quatre années. Sur l'idée du groupe Grünen, il adopte un abaissement à 16 ans de l'ouverture du droit de vote, suivant en cela l'exemple du Brandebourg et de Brême. Ces deux changements entreront en vigueur aux élections de 2015.
Au cours de la législature sont survenues les élections fédérales du 22 septembre 2013. À cette occasion, le SPD s'est maintenu avec une infime avance comme la première force politique de la ville-Land, s'adjugeant 32,4 % des voix, contre 32,1 % à la CDU. Toujours troisièmes, les Grünen se maintiennent au-dessus des 10 %, avec un résultat de 12,7 %. En perte de plus de huit points, le FDP tombe à 4,8 %, assez loin derrière la Linke qui s'accorde 8,8 %. Il reste de plus talonné par l'Alternative pour l'Allemagne (AfD), qui pointe à 4,2 %.

## Mode de scrutin
Le Bürgerschaft est constitué de 121 députés (Mitglied der Hamburgischen Bürgerschaft, MdHB) élus pour une législature de cinq ans au suffrage universel direct et suivant le scrutin proportionnel de Sainte-Laguë par les résidents hambourgeois âgés de 16 ans et plus.
Chaque électeur dispose de dix voix, selon le principe du « vote cumulatif » : les cinq premières (Wahlkreisstimmen) lui permettent de voter pour un ou plusieurs candidats de sa circonscription, le Land comptant 17 circonscriptions pourvoyant chacune entre trois et cinq sièges ; les cinq autres (Landesstimmen) lui permettent de voter pour une ou plusieurs listes de candidats ou un ou plusieurs candidats au niveau de la ville. Au total, 71 députés sont élus dans le cadre des circonscriptions.
Lors du dépouillement, l'intégralité des 121 sièges est répartie proportionnellement aux secondes voix entre les partis ayant remporté au moins 5 % des suffrages exprimés au niveau du Land. Si un parti a remporté des mandats de circonscription selon les règles du scrutin majoritaire plurinominal, ses sièges sont d'abord pourvus par ceux-ci. Les sièges restants sont attribués aux candidats de la liste municipale, en tenant compte du nombre de suffrages reçus personnellement par chacun d'eux.
Dans le cas où un parti obtient plus de mandats de circonscriptions que la proportionnelle ne lui en attribue, il conserve ces mandats supplémentaires et la taille du Bürgerschaft est augmentée par des mandats complémentaires distribués aux autres partis pour rétablir une composition proportionnelle aux secondes voix. Si un parti obtient des mandats de circonscription sans franchir le seuil électoral municipal, il conserve ces sièges mais la taille du Bürgerschaft n'est pas réajustée avec des mandats complémentaires.

## Principales forces
| Parti | Parti                                                                              | Idéologie                                                                   | Chef de file                      | Résultats de 2011          |
| ----- | ---------------------------------------------------------------------------------- | --------------------------------------------------------------------------- | --------------------------------- | -------------------------- |
|       | Parti social-démocrate d'Allemagne Sozialdemokratische Partei Deutschlands         | Centre gauche Social-démocratie, troisième voie, progressisme               | Olaf Scholz (Premier bourgmestre) | 48,4 % des voix 62 députés |
|       | Union chrétienne-démocrate d'Allemagne Christlich Demokratische Union Deutschlands | Centre droit Démocratie chrétienne, conservatisme, libéralisme              | Dietrich Wersich                  | 21,9 % des voix 28 députés |
|       | Alliance 90 / Les Verts Bündnis 90/Die Grünen                                      | Centre gauche Écologie, progressisme                                        | Katharina Fegebank                | 11,2 % des voix 14 députés |
|       | Parti libéral-démocrate Freie Demokratische Partei                                 | Centre droit Libéralisme, social-libéralisme                                | Katja Suding                      | 6,7 % des voix 9 députés   |
|       | Die Linke La Gauche                                                                | Extrême gauche à gauche Socialisme démocratique, anticapitalisme, populisme | Dora Heyenn                       | 6,4 % des voix 8 députés   |
|       | Alternative pour l'Allemagne Alternative für Deutschland                           | Droite National-conservatisme, souverainisme, euroscepticisme               | Jörn Kruse                        | Pas créé                   |

## Sondages
| Institut                | Date       | CDU    | SPD    | Grünen | FDP   | Linke | AfD   |
| ----------------------- | ---------- | ------ | ------ | ------ | ----- | ----- | ----- |
| Institut                | Date       |        |        |        |       |       |       |
| Forschungsgruppe Wahlen | 12/02/2015 | 17 %   | 47 %   | 12 %   | 6 %   | 8,5 % | 5 %   |
| Forschungsgruppe Wahlen | 06/02/2015 | 19 %   | 45 %   | 11 %   | 6 %   | 9,5 % | 5 %   |
| INSA                    | 05/02/2015 | 18 %   | 46 %   | 11 %   | 5,5 % | 9 %   | 5,5 % |
| Infratest dimap         | 29/01/2015 | 20 %   | 44 %   | 13 %   | 5 %   | 9 %   | 6 %   |
| INSA                    | 14/01/2015 | 23 %   | 42 %   | 14 %   | 4 %   | 7 %   | 6 %   |
| Infratest dimap         | 14/01/2015 | 22 %   | 43 %   | 14 %   | 4 %   | 7 %   | 5 %   |
| Mafo                    | 15/12/2014 | 22 %   | 42 %   | 14 %   | 2 %   | 8 %   | 6 %   |
| Infratest dimap         | 11/12/2014 | 24 %   | 43 %   | 14 %   | 2 %   | 9 %   | 4 %   |
| GESS                    | 08/11/2014 | 27 %   | 45 %   | 11 %   | 2 %   | 7 %   | 4 %   |
| Mafo                    | 09/05/2014 | 22,6 % | 38,5 % | 13,7 % | 2,9 % | 7,8 % | 5,8 % |
| GESS                    | 15/02/2014 | 24 %   | 48 %   | 11 %   | 3 %   | 8 %   | –     |

## Résultats

### Voix et sièges
|                        |                                              |                                              |                  |                  |                  |                  |           |       |       |        |              |               |  |  |
| Partis                 | Partis                                       | Partis                                       | Circonscriptions | Circonscriptions | Circonscriptions | Circonscriptions | Liste     | Liste | Liste | Liste  | Total sièges | +/-           |  |  |
| Partis                 | Partis                                       | Partis                                       | Votes            | %                | Sièges           | +/−              | Votes     | +/−   | %     | Sièges | Total sièges | +/-           |  |  |
|                        | Parti social-démocrate d'Allemagne (SPD)     | Parti social-démocrate d'Allemagne (SPD)     | 1 440 847        | 41,02            | 35               | 2                | 1 611 274 | 45,64 | 2,78  | 23     | 58           | 4             |  |  |
|                        | Union chrétienne-démocrate d'Allemagne (CDU) | Union chrétienne-démocrate d'Allemagne (CDU) | 690 479          | 19,66            | 18               | en stagnation    | 561 377   | 15,90 | 5,98  | 2      | 20           | 8             |  |  |
|                        | Alliance 90 / Les Verts (Grünen)             | Alliance 90 / Les Verts (Grünen)             | 515 900          | 14,69            | 13               | 1                | 432 713   | 12,26 | 1,10  | 2      | 15           | 1             |  |  |
|                        | Die Linke (Linke)                            | Die Linke (Linke)                            | 325 909          | 9,28             | 4                | 1                | 300 567   | 8,51  | 2,11  | 7      | 11           | 3             |  |  |
|                        | Parti libéral-démocrate (FDP)                | Parti libéral-démocrate (FDP)                | 222 736          | 6,34             | 1                | en stagnation    | 262 157   | 7,43  | 0,78  | 8      | 9            | en stagnation |  |  |
|                        | Alternative pour l'Allemagne (AfD)           | Alternative pour l'Allemagne (AfD)           | 217 144          | 6,18             | 0                | en stagnation    | 214 833   | 6,09  | Nv.   | 8      | 8            | 8             |  |  |
|                        | Parti des pirates (PIRATEN)                  | Parti des pirates (PIRATEN)                  | 65 358           | 1,86             | 0                | en stagnation    | 54 802    | 1,55  | 0,57  | 0      | 0            | en stagnation |  |  |
|                        | Die PARTEI (PARTEI)                          | Die PARTEI (PARTEI)                          | 5 278            | 0,15             | 0                | en stagnation    | 31 710    | 0,90  | 0,20  | 0      | 0            | en stagnation |  |  |
|                        | Nouveaux Libéraux (Liberale)                 | Nouveaux Libéraux (Liberale)                 |                  |                  |                  |                  | 18 464    | 0,52  | Nv.   | 0      | 0            | en stagnation |  |  |
|                        | Parti écologiste-démocrate (ÖDP)             | Parti écologiste-démocrate (ÖDP)             | 3 140            | 0,09             | 0                | en stagnation    | 13 621    | 0,39  | 0,09  | 0      | 0            | en stagnation |  |  |
|                        | Parti des retraités d'Allemagne (RENTNER)    | Parti des retraités d'Allemagne (RENTNER)    |                  |                  |                  |                  | 9 937     | 0,28  | 0,18  | 0      | 0            | en stagnation |  |  |
|                        | Liste citoyenne de Hambourg (HHBL)           | Liste citoyenne de Hambourg (HHBL)           |                  |                  |                  |                  | 7 349     | 0,21  | Nv.   | 0      | 0            | en stagnation |  |  |
|                        | Autres                                       | Autres                                       | 15 794           | 0,45             | 0                | en stagnation    |           |       |       |        | 0            | en stagnation |  |  |
| Total                  | Total                                        | Total                                        | 3 512 127        | 100              |                  |                  | 3 530 097 | 100   |       |        |              |               |  |  |
|                        |                                              |                                              |                  |                  |                  |                  |           |       |       |        |              |               |  |  |
| Votes valides          | Votes valides                                | Votes valides                                | 712 021          | 97,15            |                  |                  | 712 903   | 97,19 |       |        |              |               |  |  |
| Votes blancs et nuls   | Votes blancs et nuls                         | Votes blancs et nuls                         | 20 854           | 2,85             | 20 648           | 2,81             |           |       |       |        |              |               |  |  |
| Total                  | Total                                        | Total                                        | 734 142          | 100              | 71               | en stagnation    | 734 142   | 100   | -     | 50     | 121          | en stagnation |  |  |
| Abstentions            | Abstentions                                  | Abstentions                                  | 565 269          | 43,50            |                  |                  | 565 269   | 43,50 |       |        |              |               |  |  |
| Inscrits/Participation | Inscrits/Participation                       | Inscrits/Participation                       | 1 299 411        | 56,50            | 1 299 411        | 56,50            |           |       |       |        |              |               |  |  |

### Conséquences
Le SPD ayant perdu sa majorité absolue, il se tourne vers l'Alliance 90 / Les Vert pour constituer une coalition rouge-verte, qui permet à Olaf Scholz d'être reconduit dans ses fonctions de premier maire le 15 avril.